# Radio Sawa
Radio Sawa ist ein vom Kongress der Vereinigten Staaten finanzierter Radiosender, der ein Programm in arabischer Sprache für den Naher Osten und Ostafrika sendet. Schwesterprojekt ist der TV-Sender Al-Hurra.
Radio Sawa untersteht dem Broadcasting Board of Governors (BBG), das für den Betrieb aller nicht-militärischen Auslandssendungen der USA verantwortlich ist. Der technische Betrieb der Sendeanlagen untersteht dem International Broadcasting Bureau (IBB). Das Programm wird von Middle East Broadcasting Networks (MBN) produziert.

## Geschichte und Programm
Das Programm von Radio Sawa ging am 23. März 2002 zum ersten Mal auf Sendung. Der Sender ging aus einer umfangreichen Programmreform der Voice of America (VOA), dem offiziellen Auslandssender der USA, hervor. Das arabische Programm der VOA hatte eine geringe Hörerschaft, die Programme waren zu wortlastig und sprachen vor allem die politischen Interessen der Hörer in den arabischen Ländern nur wenig an. So wurden die Sendungen in arabischer Sprache der VOA eingestellt und durch Radio Sawa mit einem neuen Programmschema ersetzt.
Das Programm besteht aus:
- Nachrichten aus dem Nahen Osten, dem Maghreb, der Levante und Ostafrika, der Welt und den USA,
- aktuellen Informationsbeiträgen
- arabischer, englischer und spanischer Popmusik.

Zielgruppe ist ein junges, Arabisch sprechendes Publikum in der Region. Nach eigenen Angaben fühlt sich Radio Sawa verpflichtet gegenüber den „höchsten Standards des Journalismus, dem freien Markt der Ideen, der Intelligenz und Kultur seiner Zuhörer und einem modernen, zukunftsgerichteten Programm“.
Das Radioprogramm tritt mittlerweile zurück hinter dem Fernsehprogramm Al-Hurra, das 2004 erstmals auf Sendung ging zurück. Sowohl Radio Sawa als auch Al Hurra werden in Studios in dem Washingtoner Vorort Springfield produziert. Das Gebäude wurde von der Firma Boeing gemietet.

## Verbreitungswege
Radio Sawa nutzt alle zur Verfügung stehenden Verbreitungswege um in den Zielregionen Hörer zu erreichen. Neben Mittelwellensender kommen dutzende UKW-Sender zum Einsatz. Auch wird das Programm über Satellit verbreitet (Eutelsat, Nilesat, Arabsat) und ins Netz gestreamt.
Neben dem Hauptprogramm, produziert Radio Sawa regionale Fenster, die auch online empfange werden können:
- Radio Sawa Egypt
- Radio Sawa Gulf
- Radio Sawa Iraq
- Radio Sawa Jordan
- Radio Sawa Lebanon
- Radio Sawa Libya
- Radio Sawa Morocco
- Radio Sawa Sudan

### UKW-Sender
Die UKW-Sender über die Radio Sawa ausgestrahlt wird, decken manche Länder teilweise fast flächendeckend ab. So stehen in Marokko, sowie etliche Sender landesweit im Irak (u. a. in Erbil), Palästina und Libanon. In den VAE wird aus Abu Dhabi und Dubai, in Katar aus Doha, in Bahrain aus Manama und in Kuwait aus Kuwait City gesendet. In Marokko stehen Sender u. a. in Agadir, Fès, Tanger und Casablanca. Die Sender in Akkar (Nord-Libanon), der Bekaa-Ebene, Beirut und anderen Senderstandorten im Libanon, sind teilweise auch in Syrien und Israel zu hören. In der Westbank sendet Radio Sawa aus Amman, Amara, Bethlehem/Ramallah, Hebron, Dschenin und weiteren Orten. In Ostafrika steht sowohl ein UKW- wie leistungsfähiger Mittelwellensender in Djibouti, ein weiterer UKW-Sender steht in Khartum (Sudan).

### Mittelwelle
- Ägypten und Levante – 990 kHz
- Irak und Persischer Golf mittels eines eigenen Senders in Kuwait – 1548 kHz[3]
- Irak – 1593 kHz
- Sudan und Yemen mittels Sender von Radio Télévision de Djibouti – 1431 kHz[4]